# Krista Kosonen
Krista Erika Kosonen (Espoo, Finlandia; 28 de mayo de 1983) es una actriz finlandesa. Es conocida por su aparición en películas como Jade Warrior (2006), Prinsessa (2010) y Syvälle salattu (2011). El programa de televisión de comedia Putous la convirtió en un nombre familiar en Finlandia. Fue seleccionada como Mejor Actriz en el Festival Internacional de Cine de Shanghái de 2015 por su actuación en Kätilö. También ha ganado dos premios Jussi.

## Vida personal
Krista Kosonen está casada con el director de cine Antti Jokinen y tienen una hija nacida en 2015.

## Filmografía

### Cine
| Cine | Cine                       | Cine                  |
| Año  | Título                     | Rol                   |
| ---- | -------------------------- | --------------------- |
| 2006 | Jadesoturi                 | Ronja                 |
| 2007 | Suden vuosi                | Sari Karaslahti       |
| 2010 | Prinsessa                  | Christina Von Heyroth |
| 2011 | Syvälle salattu            | Julia                 |
| 2011 | Risto                      | Anna Kaskilahti       |
| 2012 | Juoppohullun päiväkirja    | Tiina                 |
| 2012 | Puhdistus                  | Ingel                 |
| 2012 | Tie pohjoiseen             | Elina                 |
| 2013 | Kaikella rakkaudella       | Ansa                  |
| 2014 | Big Significant Things     | Ella                  |
| 2015 | Kätilö                     | Helena Alatalo        |
| 2017 | Blade Runner 2049          | Doxie #2              |
| 2017 | Miami                      | Angela                |
| 2019 | Koirat eivät käytä housuja | Mona                  |
| 2020 | Tove                       | Vivica Bandler        |
| 2021 | Omerta 6/12                |                       |

### Televisión
| Televisión    | Televisión   | Televisión            |
| Año           | Título       | Rol                   |
| ------------- | ------------ | --------------------- |
| 2007          | Suojelijat   | Merituuli             |
| 2009          | Uutishuone   | Raija                 |
| 2010–2014     | Putous       | Varios personajes     |
| 2018–presente | Bullets      | Mari Saari            |
| 2019–presente | Beforeigners | Alfhildr Enginsdottir |